# Ga Ratchadamri BTS
Ga Ratchadamri (tiếng Thái: สถานีราชดำริ, phát âm [sā.tʰǎː.nīː râːt.t͡ɕʰā.dām.rìʔ]) là một ga BTS skytrain, thuộc Tuyến Silom tại Pathum Wan, Băng Cốc, Thái Lan. Nhà ga nằm tại nút giao đường Ratchadamri với Ratchaprasong và Công viên Lumphini, chung, tòa nhà văn phòng, khách sạn, và Royal Bangkok Sports Club. Lối đi bộ trên cao từ phòng chờ nhà ga có thể đi đến St Regis hotel.

## Bố trí ga
| U3 Sân ga         | Ke ga, cửa sẽ mở phía bên phải | Ke ga, cửa sẽ mở phía bên phải |
| U3 Sân ga         | Sân ga 3                       | Silom hướng đi Bang Wa |
| U3 Sân ga         | Sân ga 4                       | Silom hướng đi sân vận động quốc gia |
| U3 Sân ga         | Ke ga, cửa sẽ mở phía bên phải | |
| U2 Khu vực bán vé | Tầng bán vé                    | Lối thoát 1–4, Trung tâm dịch vụ hành khách Văn phòng vé, máy bán vé, cửa hàng |
| G Đường đi        | -                              | Trạm xe buýt, Hiệp hội cựu sinh viên Hoa Kỳ Dưới sự bảo trợ của Hoàng gia (A.U.A.) Anantara Bangkok Siam Hotel, tòa nhà Nanthawan, Anonymous Clinic, AIDS Research Center, Hội chữ thập đỏ Thái Lan |

## Xe buýt kết nối
- 13: Khlong Toei–Huai Khwang
- 15: The Mall Thapra–Banglamphu
- 76: Samae Dam–Pratunam
- 77: CentralPlaza Rama III–Morchit 2 (hoạt động với doanh nghiệp tư nhân)[2]
- 505: Công viên Pakkret–Lumphini
- 514: Min Buri–Silom
- A3: Sân bay quốc tế Don Mueang–Công viên Lumphini[3]